# نايا دور (فلم)
نايا دور (ترجمة: العصر الجديد) هو فيلم درامي اجتماعي هندي باللغة الهندية أنتج عام 1957 من إخراج وإنتاج بي آر شوبرا. كتبه أختار ميرزا. شارك في التمثيل عدد من النجوم: ديليب كومار، فيجايانثيمالا في الأدوار الرئيسية، إلى جانب أجيت، جيفان، جوني ووكر، تشاند عثماني، نذير حسين، مانموهان كريشنا، ليلا شيتنيس، براتيما ديفي، ديزي إيراني، راداكيشان. يروي الفيلم قصة شانكار وكريشنا، وهما صديقان مقربان يقعان في حب نفس المرأة (تدعى راجني).